# Robert Enders (Künstler)
Robert Enders (* 1928 in Sulingen, Niedersachsen; † 24. Mai 2003 in Sulingen) war ein deutscher Künstler und Kunsterzieher. Er lebte und arbeitete in Sulingen und war regional als Künstler tätig. Seine Werke befinden sich in privatem und in öffentlichem Besitz. Insbesondere durch seine lebensgroßen Skulpturen im öffentlichen Raum ist er bekannt geworden.

## Leben und Wirken
Enders hat jahrzehntelang die Fächer Werken und Kunst am Gymnasium Sulingen unterrichtet. Seit 1958 war er darüber hinaus als freischaffender Künstler aktiv tätig. Als solcher schuf er zahlreiche Kunstwerke vor allem in Sulingen und in Bruchhausen-Vilsen. Sie sind dort als „Kunst im öffentlichen Raum“ zu besichtigen. 2003 ist er im 75. Lebensjahr in Sulingen verstorben.

## Werke

### Kunstwerke in Sulingen
Im Sulinger Stadtbild verstreut, manchmal etwas versteckt, findet sich eine Reihe sehr unterschiedlicher Skulpturen und Objekte. Die Kunst-Objekte aus den Jahren 1964–2000 sind aus verschiedenen Materialien gestaltet – aus Bronze, Stahl, Naturstein und Beton:
| Bezeichnung                        | Bild           | Standort                                                                                      | Errichtung Einweihung  | Weitere Informationen                                     |
| ---------------------------------- | -------------- | --------------------------------------------------------------------------------------------- | ---------------------- | --------------------------------------------------------- |
| Mahnende Hände                     | weitere Bilder | Sulingen, im Mühlenhofpark (Lage)                                                             | 1964                   | Ein Mahnmal aus Naturstein gegen den Krieg                |
| Der Zeitungsleser                  | weitere Bilder | Sulingen, Lindenstraße, beim Gebäude der Kreiszeitung (Lage)                                  | 1993                   | Brunnen; die Skulptur des „Zeitungslesers“ ist aus Bronze |
| Froschbrunnen                      | weitere Bilder | Sulingen, in der Innenstadt, Lange Straße (Lage)                                              | 1973, umgestaltet 1995 | Bronze                                                    |
| Der Sensenschmied                  | weitere Bilder | Sulingen, Innenstadt (Lage)                                                                   | 1991                   | Bronzeskulptur                                            |
| Brunnen                            |                | Sulingen, im Ortsteil Nechtelsen, auf dem Gelände der „Wasserversorgung Sulinger Land“ (Lage) | 1982                   | ein Brunnen (Beton und Naturstein)                        |
| Ortschaftbrunnen                   |                | Sulingen, am Rathaus                                                                          | 1988                   | Brunnen aus Edelstahl und Naturstein                      |
| Alt- und Neu-Sulingen              |                | Sulingen, am Rathaus                                                                          | 1962                   | Leichtmetall-Reliefs                                      |
| Leben und Kräfte (Skulptur)        |                | Sulingen, Nordsulingen, auf dem Gelände der Delme-Werkstätten                                 | 1985                   | eine aus vier Elementen bestehende Metall-Skulptur        |
| Zeus mit Europa und die neun Musen |                | Sulingen, an der Schmelingstraße, auf dem Gelände des Gymnasiums/Stadttheaters                | 2000                   | Bronze-Skulptur                                           |
| Bleiglasfenster                    |                | Sulingen, an der Schmelingstraße, auf dem Gelände des Gymnasiums/Stadttheaters                |                        | Bleiglasfenster im Altbau                                 |
| Wandmosaik                         |                | Sulingen, im Hallenbad                                                                        | 1977                   | großflächige Wandmosaikgestaltung                         |

### Kunstwerke an anderen Orten
| Bezeichnung         | Bild           | Standort                                                           | Errichtung Einweihung | Weitere Informationen       |
| ------------------- | -------------- | ------------------------------------------------------------------ | --------------------- | --------------------------- |
| Die Wringerin       | weitere Bilder | Bruchhausen-Vilsen, Ortsteil Vilsen, auf dem Engelbergplatz (Lage) | 1991                  | Brunnen mit Bronzeskulptur  |
| Auferstehung        |                | Bad Nauheim, Nieder-Mörlen, Friedhofskapelle                       | 1958                  | Bronzerelief                |
| In Göttlicher Obhut |                | Schwaförden, in der Neuen Kapelle                                  | 1975                  | ein Metall-Stoff-Wandrelief |